# Ерл
Ерл (англ. earl) — титул вищої аристократії англосаксонської Британії в ХІ столітті, що виник під впливом данського завоювання Англії. Ерли швидко перетворились у вузький шар родової спадкової знаті скандинавського або англосаксонського походження та склали вищий стан англійського суспільства. У результаті нормандського завоювання англосаксонська знать була ліквідована, та титул ерла зберігся і почав використовуватись в Англії замість континентального «граф».

## Виникнення
Титул ерла мав скандинавське походження. Командуючі арміями вікінгів, які вторгались в Англію у Х столітті та завоювали її східну частину, носили титул ярлів (дан. jarl). Після відновлення влади англійських королів над територіми, що були зайняті вікінгами, там зберіглись данські звичаї та данське право, а також і титул ярла (у англосаксонській передачі ерла), який носили нащадки скандинавських полководців, що здійснювали владу у графствах Данелагу. При Кнуді Великому (1016—1035) титул ерла став надаватись англійськими королями найвпливовішим аристократам з кола тенів або особам, які займали найвищі посади при дворі. Титул швидко отримав спадковий характер.
Легкість з якою укорінився титул ерла в англосаксонському суспільстві пояснюється сильним впливом данського елементу у пізньосаксонській Британії. Крім того, у більш ранні періоди в англійській державі існувала посада елдормена — регіонального представника короля у графствах та провінціях. Скоріш всього, різниця сфер компетенції та функцій елдорменів X століття і ерлів XI століття була незначною, але якщо території, що передавались в управління елдорменів були старовинними англосаксонськими племінними провінціями, то володіння англо-данських ерлів були штучними утвореннями, що створювались за ініціативою короля для конкретного аристократа. Ерли перетворились у вищу спадкову знать англійського королівства, втративши військово-служилий характер традиційної англосаксонської знаті (тенів).

## Соціальний статус
Джерела по процесу створення та структурі перших ерлств початку XI століття
дуже скупі. В цей час регіональний устрій англійського королівства був нестабільним, у результаті чого під владою одного ерла могли знаходитись відносно віддалені області (Оксфордшир, наприклад, відносився до ерлства Східної Англії). Згальним принципом, принаймні в правління Едуарда Сповідника, була передача в управління ерлу одночасно декількох графств, у кожному з яких при цьому зберігались інститути королівської адміністрації (шериф та суд графства).
Титулована аристократія першої половини XI століття була або данського, або англосаксонського походження, але вона не мала зв'язку зі занттю попередніх періодів. Відомо, що при Кнуді Великому було не менше шістнадцяти ерлів, з яких шість носили англосаксонські імена, а інші були скандинавами. Серед них — такі впливові фігури донормандської Англії, як Ґодвін, ерл Вессексу, Леофрік, ерл Мерсії, Торкіл, ерл Східної Англії та Сивард, ерл Нортумбрії. Особливо широкою автономією користувались ерли віддаленої Нортумбрії, які швидко перетворились у фактично незалежних правителів усієї північної частини Англії.

## Владні повноваження
У регіонах ерли мали владу та вплив, які ставили їх вище за всіх місцевих магнатів. Вони очолювали ополчення графств у випадку війни і головували на суді графства, до них звертався король у своїх указах, що стосувались місцевих справ. Ерли забирали на свою користь третину судових мит та штрафів підвладних територій, а також третину прибутків міст. Крім власних володінь ерлам часто надавались частини королівського домену або землі фолкленду. Ерли також зазвичай мали значну кількість власних служилих людей — тенів, що виконували їх доручення та здійснювали представницькі функції. Влада ерлів у регіонах обмежувалась лише збереженням інституту королівських шерифів та правом короля залучати до своєї дружини всіх тенів королівства, незалежно від їх сеньйоріального підпорядкування. У щоденному житті англійських графств ерли грали провідну політичну роль, тоді як адміністративні функції зосереджувались у руках шерифа.
Частина англійських ерлів пережили нормандське завоювання, але у 1075 р. приєдналась до повстання Роджера, графа Герефорда, після придушення якого великі ерлства були ліквідовані, а самі ерли були страчені чи вигнані з країни. На зміну напівсамостійним англосаксонським ерлами прийшли графи нормандської Англії, що займали чіткі позиції у єдиній феодальній ієрархії держави і сильно залежні від короля.